# Verbena litoralis
Verbena litoralis — вид трав'янистих рослин родини Вербенові (Verbenaceae), поширений на Американському континенті від Мексики до центральної Чилі й північної Аргентини.

## Опис
Багаторічна трава або іноді чагарник заввишки 0.2–2(2.1) м. Стебло стояче або майже стояче, розгалужене вище, 4-кутне, з білуватими кутами, дещо стиснуте трохи нижче кожного вузла, голе або рідко коротко-волосате, іноді ± волосате у верхній частині. Листки 2–5(11) × 1–2 см, яйцюваті, ромбічно-яйцюваті, широко кінцеві чи вузькі при основі, гострі на верхівці, вузько-черешкові, або субсидячі, від зубчастих до подвійно-зубчастих на полях, зубчики іноді тупі; пластинка жорстка з рідкими короткими волосками з обох боків, щетинки більш численні на нижній поверхні, особливо на жилкуванні; верхні листя до 5 × 1 см, ланцетні звужені при основі до лінійних, іноді черешкові.
Суцвіття сильно розгалужені, з кількома чи численними колосками, які стрункі, до 20 см у плодах, наймолодші квіти розташовані поблизу верхівки; приквітки зелені, завдовжки (1.25)2–3 мм, трохи коротше або рівні чашечці, ланцетні, стають більш розрідженими до верху. Чашечка довжиною (1.5)2–3 мм у квітці, волосата. Віночок лавандовий або бузковий і до фіолетового або фіолетово-синього кольору, довжиною 3–3.5 мм, не височіє над верхівкою колоска, запушений зовні, трубка витягнута з чашечки на 0.5–1 мм, сегменти віночка тупокінцеві, майже рівні. Мерикарпи (сегменти плоду) довжиною 1.2–1.7 мм.

## Поширення
Країни поширення: Аргентина, Беліз, Болівія, Бразилія, Гватемала, Гондурас, Мексика, Нікарагуа, Панама, Парагвай, Перу, Уругвай, Венесуела, Чилі, Колумбія, Коста-Рика, Еквадор (у т.ч. Галапагоси), Гватемала; натуралізований: ПАР, Маврикій, Реюньйон, Австралія (сх.), Італія, Іспанія, США, Пуерто-Рико.
Росте в сирому ґрунті на пасовищах, у верхів'ях річок і на берегах річок; також на старих полях та узбіччях доріг.